# 鐵馬少年
《鐵馬少年》（Over Drive）是安田剛士創作的日本漫畫作品。於講談社漫畫雜誌《週刊少年Magazine》2005年至2008年期間進行連載。單行本全17卷。
改編電視動畫於2007年4月3日開始在東京電視台上放映。台灣於2009年11月21日在衛視中文台首播。

## 劇情簡介
主角筱崎命是個典型的的出氣包角色，並且一點長處都沒有，但是在女主角深澤由紀的遊說下加入了自行車部，
從此便改變了他的一生，誓言參加自行車界的重大賽事-環法自行車賽，並以奪冠為目標。

## 登場人物

### 櫻丘高中
篠崎命（配音員：梶裕貴（日本）；雷碧文（台灣））
櫻丘高中一年級。從小到大都過著受難般的生活，在剛上高中時曾幻想過能告別以往的日子，好好的展開快樂的高中生涯，但結果還是跟以前一樣被人瞧不起。雖然個性懦弱，但在被人誇獎的時候會突然的囂張起來，有時也會自以為是。是個專注力及毅力都很強的人，對於喜歡的事物絕不會輕言放棄。從中學一年級開始就很喜歡深澤由紀，常常出現在由紀的照片裡，對於高中還能跟由紀同一個班級並且坐在隔壁而高興，後來被由紀發現了他內心的強韌度而邀請他加入自行車部，可是剛開始時筱崎卻連自行車都不會騎，後來是在由紀的指導之下才開始學會騎自行車的。
受兵藤直人指點學會短距離衝刺絕招「衝刺爬坡」，並以這招打敗陸崎東高中的喬尼。漫畫036話想要跟著自行車部的人一同前往法國挑戰。救了輸了查莫的大和，並跟他一起立下成為「日本第一」。
深澤由紀（配音員：名塚佳織（日本）；龍顯蕙（台灣））
櫻丘高中一年級。本作的女主角，雖然從小開始就有非常多的追求者，也交過不少的男朋友，每天的日子都過著多采多姿，但其實是個心靈空虛的人，在一次偶然的機遇下發現了筱崎與自己的哥哥深澤遙輔有極其相似之處，便邀請他加入自行車部。在筱崎入部後便漸漸受到他的影響而改變，看到筱崎的表現開始思考自己對於夢想這塊事情，於是後來決定重拾夢想－田徑，是個強氣型女性角色。在一開始就知道了筱崎對自己的心意，可是對他卻是一點興趣都沒有，可在看到了筱崎在櫻丘市杯裡努力不懈，對於勝負的執著心下，她也開始對筱崎動心了，有次在海灘邊差點被筱崎告白成功，卻被遙輔給破壞掉了，但對這個結果她卻是感到鬆了一口氣。漫畫66話聽兵藤的話之後，幫助筱崎改掉迴轉速度慢的習慣，並與他說了「你喜歡我是吧？但我只對No.1有興趣喔」。在選拔集訓中將筱崎的順序移到最後。118話再次被筱崎閃電告白，回應了「我也喜歡」。
深澤遙輔（配音員：保村真 / 幼年時代：愛河里花子（日本）；吳文民 / 幼年時代：雷碧文（台灣））
櫻丘高中三年級，櫻丘高中自行車部的隊長。旁若無人桀傲不遜，很有實力，在下坡的天才。小時候雖然是體弱多病，但是現在卻完全看不出來。因為性格的關係，和隊員不和，沒有勝利過，所以人稱「無冕的帝王」、「萬年第二」。他下坡時完全不剎車而且高速踩動踏板，以猛烈的速度疾走如同藝術一樣。於高中選拔賽中更以上身來作空氣的阻力來減速，看來如同神的技術一樣，被稱之為「天才」，但經由紀所言，遙輔是靠著多年的經驗、鍛鍊才有這樣的實力。寺尾晃一則認為遙輔將繼續的成長。於五年前與北原義人交手過，但遭對手說實力只有如此。
醫生曾說過他有可能會失明，並勸告他別再騎自行車，但他卻向他人掩蓋事實，於高中選拔賽中出賽。
寺尾晃一（配音員：野島健兒 / 幼年時代：比嘉久美子（日本）；陳宏瑋 / 幼年時代：龍顯蕙（台灣））
櫻丘高中三年級，櫻丘高中自行車部的副部長，深澤遙輔的左右手，由於在賽前會將賽程路況、天氣、彎道處調查好，並考慮各選手心態，被稱作「精密機械」。創立了自行車部，是一個地地道道的好人，一直想以車隊的方式一起獲勝，積極培養車隊，曾請朝日幫助筱崎鍛鍊。原本很討厭自行車，小時候因為遙輔而喜歡上了自行車，對遙輔非常忠誠，在比賽中作為遙輔的輔助多次拯救被敵我雙方孤立的遙輔，是能將遙輔的騎法100%引導出來的人。小時候雙親離異，曾獨自靠著騎腳踏車前往母親家。「皇帝」鷹田大地曾來櫻丘高中挖腳寺尾，並指出他的才能更勝遙輔。
大和武（配音員：谷山紀章 / 幼年時代：伊藤實華（日本）；劉傑 / 幼年時代：龍顯蕙（台灣））
櫻丘高中一年級「黑衣人」（クロスケ），擅長爬坡。筱崎在班上的第一個好朋友，在班上不講話，不參加體育課，似乎互相把對方當成勁敵，也互相討論「戀愛ABC」。
小時候原住在法國時，自行車已經很強，要離別的時候，好夥伴梅爾傳授他上坡呼吸秘訣。曾於法國與梅爾被父親打敗。父親是個西班牙籍自行車手，大和說他的父親害死了他的母親，讓他有著對騎自行車的理由，以及挑戰法國的原因。由於輸給了城寶的查莫，於是暫緩先將目標放在「日本第一」。
朝日佳穗（配音員：矢作紗友里（日本））
櫻丘高中一年級，櫻丘高中自行車部社員，為朝日集團的大小姐，在班上寡言鮮語，朋友很少，原以為自己跟筱崎是一樣的人。但沒想到在櫻丘市大賽中看到了筱崎的表現，被他的光芒吸引，不自覺地追逐著，也因此加入自行車部，偶爾擔任經理二號。寺尾委託朝日訓練筱崎，成效良好。
在高中選拔集訓中，幫忙記錄各校紀錄，因此寺尾請佳穗決定車隊車手順序。

### 陸崎東高中
自行車名門，位於愛知。
鷹田大地
陸崎東高中三年級，陸崎東高中自行車隊隊長，在高中自行車界被稱為「皇帝」，日本高中界No.1，高一時奪得全國個人賽第三，高二奪得全國個人賽冠軍，戰績23場15勝。說話只會用單詞，而且要是兩個字的漢字，常會講到意義不明。
曾提及深澤遙輔與他實力相當 ，遂有「西鷹田，東深澤」之稱號。
綾瀨太郎
陸崎東高中三年級，「皇帝直屬軍團」之一，衝刺專家。大哥是企業車隊車手，二哥是競輪選手，傳聞中跟磯崎被同一個女孩子甩過(但那女生最後喜歡上了鷹田)，所以感情不好。
磯崎宅
陸崎東高中三年級，「皇帝直屬軍團」之一，為高中生自行車界最會爬坡者，追隨著鷹田，體能只有憋氣項目贏過他。比賽時絕不放水，只想著擊敗他人。常利用放慢速度，使後面的追隨者以為可以跟上，使他們用立姿趕上，引導他們進入「缺氧狀態」，是為「磯崎立姿地獄」。
陸崎東高中集訓選拔第二棒。
喬尼
自稱陸崎東高中「高速流星」，愛車為「正宗」，誤認筱崎命為深澤遙輔，與其挑戰，並被筱崎打敗。
曾被鷹田解救，因此追隨著鷹田，希望成為跟他一樣了不起的人。

### 日帝大附屬高中
高中聯賽六連霸，北方最強軍團。
北原義人
日帝大附中二年級，「最遠方的巨人」，是個宅男但卻是自行車界的佼佼者，因血液中紅血球濃度極高，具有不累的體質，曾因此體質被誤認吃禁藥，並在中學生比賽被判出局。曾於遙輔在下坡決戰，仿效遙輔的騎法，並告訴遙輔說他不怎麼厲害。覺得筱崎是他的心靈之友。
兵藤直人稱他為比遙輔更有才能的人。常作最喜歡的漫畫主角-夏利邦的動作，自認為很帥。
沖田清司
日帝大附中，高中選拔集訓，擔任日帝大附中第一棒，小時候便跟北原一起在森林玩耍，能聽得到「鈴聲」。
和歌野敬
日帝大附中，高中選拔集訓，擔任日帝大附中第二棒。

### 內宮高中
為水城自行車俱樂部主要成員。

### 城寶高中
位於靜岡，常常有外國留學生，大家稱為「黑馬」。
龍雲飛
城寶高中三年級。日籍中國人，在選拔集訓皆名列前茅
朔羅．克維奇
城寶高中三年級。烏克蘭人，擁有魁武身材，綽號「鬣狗」。
高中選拔集訓城寶第一棒。
Leige．Ribeiro．Chamoi
城寶高中一年級。「查莫」，在櫻丘市大賽最後獲得28名，盯上大和武，漫畫48話出場與大和武挑戰，獲勝後將其後輪給拆掉。
是個強調日本安詳的環境出來的人，永遠比不上那些下一秒還不知道生死的人，追求的不是榮耀，而是帶給人絕望。
平柳純
城寶高中一年級，是陣中的日本人。喜愛騎車時帶著耳機，據說原因是想要與世界隔絕。

### 其他
兵藤直人
出身自競輪的日本自行車界NO.1的年輕好手。愛錢、愛女人、愛自己。直到去年為止，他都還是荷蘭某車隊的選手。在親身體驗過世界水準的自行車賽，了解到世界的現實，回日本後強化自身，更因為櫻井市的高中生們亂入讓他重新挑戰歐洲。聽說當完全優勝宣顏一出，就沒有人能跟上他。叫筱崎「小命命」，漫畫042話曾提點他近距離衝刺爬坡秘訣，並提及北原義人是個才能超越他跟遙輔的人。在57話開始擔任高中生歐洲選拔戰特別教練。
冰室和志
上屆「山岳獎」得主，人稱「山岳王」「哲學家」。深愛著山岳，是個純粹潔淨的白色之人，因為體力關係，跑法改變，看到大和武及筱崎命的拼命表現，原本認為拼命亂騎的他們是在市殺行為，但回想到自己深愛著山岳，卻已經沒有挑戰山岳的勇氣，而自動退出比賽。
櫻井米子（配音員：柚木涼香（日本）；龍顯蕙（台灣））
櫻丘市大賽的實況報導記者，自稱是大家最耳熟能詳的。
黑鐵神
名聲不好，最拘泥於環法車賽的日本人，綽號「鐵人」，漫畫057話登場。舉辦日本高中生歐洲選拔戰，並任命兵藤直人擔任教練。
黑鐵 觀音
營養調理師，漫畫063話正式登場。黑鐵神的親孫女，具有看穿選手「才能」的眼光。
松木 勘太
高中集訓選拔播報員，人稱「快嘴機關槍」。
派翠克．安納
大和武的父親，西班牙車手，又名「惡魔」。是個心狠手辣的人，不承認與大和是父子，擊敗幼時的梅爾跟大和還打傷他們。也是大和武內心的陰影與黑暗。
大和雅子
大和武的母親，18歲因為留學關係與派翠克發生關係而懷孕，生下了大和。作為單親媽媽努力生活著，照顧著大和，是大和心中的璀璨光明。

## 出版書籍
單行本
| 卷數 | 講談社         | 講談社                                                  | 東立出版社     | 東立出版社             | 東立出版社 |
| 卷數 | 發售日期       | ISBN                                                    | 發售日期       | ISBN                   |            |
| ---- | -------------- | ------------------------------------------------------- | -------------- | ---------------------- | ---------- |
| 1    | 2005年9月15日  | ISBN 4-06-363581-3                                      | 2006年8月4日   | ISBN 986-11-8514-3     |            |
| 2    | 2005年10月15日 | ISBN 4-06-363590-2                                      | 2006年8月4日   | ISBN 986-11-8515-1     |            |
| 3    | 2005年12月15日 | ISBN 4-06-363617-8                                      | 2006年9月7日   | ISBN 986-11-8683-2     |            |
| 4    | 2006年2月15日  | ISBN 4-06-363633-X                                      | 2006年9月20日  | ISBN 986-11-8684-0     |            |
| 5    | 2006年4月17日  | ISBN 4-06-363659-3                                      | 2006年12月8日  | ISBN 986-11-8745-6     |            |
| 6    | 2006年6月16日  | ISBN 4-06-363683-6                                      | 2007年1月3日   | ISBN 986-11-8746-4     |            |
| 7    | 2006年8月17日  | ISBN 4-06-363709-3                                      | 2007年2月1日   | ISBN 978-986-11-8965-9 |            |
| 8    | 2006年10月17日 | ISBN 4-06-363736-0                                      | 2007年4月2日   | ISBN 978-986-11-9177-5 |            |
| 9    | 2007年1月17日  | ISBN 978-4-06-363776-2                                  | 2007年5月30日  | ISBN 978-986-11-9569-8 |            |
| 10   | 2007年3月16日  | ISBN 978-4-06-363807-3                                  | 2007年9月13日  | ISBN 978-986-11-9807-1 |            |
| 11   | 2007年5月17日  | ISBN 978-4-06-363831-8                                  | 2007年12月11日 | ISBN 978-986-10-0143-2 |            |
| 12   | 2007年7月17日  | ISBN 978-4-06-363853-0                                  | 2007年12月26日 | ISBN 978-986-10-0343-6 |            |
| 13   | 2007年9月14日  | ISBN 978-4-06-363886-8 ISBN 978-4-06-362092-4（限定版） | 2008年3月18日  | ISBN 978-986-10-0719-9 |            |
| 14   | 2007年11月16日 | ISBN 978-4-06-363911-7                                  | 2008年4月30日  | ISBN 978-986-10-1031-1 |            |
| 15   | 2008年1月17日  | ISBN 978-4-06-363939-1                                  | 2008年5月22日  | ISBN 978-986-10-1337-4 |            |
| 16   | 2008年3月17日  | ISBN 978-4-06-363963-6                                  | 2008年7月7日   | ISBN 978-986-10-1608-5 |            |
| 17   | 2008年6月17日  | ISBN 978-4-06-363999-5                                  | 2008年11月14日 | ISBN 978-986-10-2081-5 |            |

小說
著者：泉優二、原作：安田剛士
| 卷數 | 副標題 | 講談社        | 講談社                 |
| 卷數 | 副標題 | 發售日期      | ISBN                   |
| ---- | ------ | ------------- | ---------------------- |
| 1    |        | 2007年5月1日  | ISBN 978-4-06-373303-7 |
| 2    |        | 2008年6月14日 | ISBN 978-4-06-373322-8 |

## 電視動畫

### 製作人員
- 原作：安田剛士（講談社《週刊少年Magazine》連載）
- 企劃：古川陽子（波麗佳音）、下地志直（XEBEC）、中村直樹（東京電視台Media Net）
- 系列構成：小出克彥
- 角色設定：岡勇一
- 道具設計：北田勝彥
- 美術監督：渡邊佳人（KLAS）
- 色彩設定：伴夏代
- 攝影監督：黑澤豐（J.C.STAFF）
- 3D導演：阿部由美子
- 編輯：濱宇津妙子
- 音樂：大谷幸
- 音響監督：高寺たけし
- 音響效果：川田清貴（Swara Production）
- 錄音調整：內田直繼（STUDIO T&T）
- 錄音助手：山後茜
- 錄音室：STUDIO T&T
- 錄音製作擔當：浦狩裕樹
- 錄音製作：HALF H・P STUDIO
- 製作人：高畑裕一郎（波麗佳音）、千野孝敏、西澤正智（XEBEC）、熊谷拓登（東京電視台Media Net）
- 監督：加戶譽夫
- 動畫製作：XEBEC
- 製作：波麗佳音
- 台灣配音領班：吳信熹

### 主題曲
- 片頭曲：《WINDER～ボクハココニイル～》，歌：少年カミカゼ，作詞、作曲：和教
- 片尾曲1：《最果てのパレード》（1~13集），歌：メリー，作詞、作曲：健一
- 片尾曲2：《戀涼》（14~26集），歌：DEL，編曲：鎌田雅人

### 各話列表
| 話數 | 標題                                            | 脚本     | 分鏡        | 演出     | 作画監督               | 總作画監督      |
| ---- | ----------------------------------------------- | -------- | ----------- | -------- | ---------------------- | --------------- |
| 1    | Boy meets bicycle. (Part.1)                     | 小出克彦 | 鶴山修      | 筑紫大介 | 石川健朝               | 岡勇一          |
| 2    | Boy meets bicycle. (Part.2)                     | 小出克彦 | DOJAG-A-GEN | 黒田幸生 | 清水泰夫               | 岡勇一          |
| 3    | Cross the Rubicon.                              | 小出克彦 | 平尾みほ    | 孫承希   | 竹谷今日子 高見明男    | 岡勇一          |
| 4    | Every dog can be a lion.                        | 小出克彦 | 福島一三    | 田中一   | 澤田譲治               | 岡勇一          |
| 5    | Funky monkey baby.                              | 小出克彦 | DOJAG-A-GEN | 黒田幸生 | 清水泰夫               | 岡勇一          |
| 6    | Give the devil his due.                         | 小出克彦 | 長濱亘彦    | 長濱亘彦 | 渡辺るりこ             | 岡勇一          |
| 7    | Hunger is the Best.                             | 小出克彦 | 西はじめ    | 石川健朝 | 近岡直                 | 岡勇一 北田勝彦 |
| 8    | Know your enemy as well as yourself.            | 小出克彦 | DOJAG-A-GEN | 黒田幸生 | 清水泰夫               | 岡勇一 北田勝彦 |
| 9    | Little wings fly high.                          | 根元歳三 | 安藤貴史    | 安藤貴史 | 澤田譲治               | 岡勇一 北田勝彦 |
| 10   | Nobody knows.                                   | 小出克彦 | 平尾みほ    | 平尾みほ | 石川健朝 高見明男      | 岡勇一 北田勝彦 |
| 11   | Once a chicken, always a chicken.               | 小出克彦 | DOJAG-A-GEN | 黒田幸生 | 清水泰夫               | 岡勇一 北田勝彦 |
| 12   | Rules are made to be broken.                    | 千葉克彦 | 長濱亘彦    | 長濱亘彦 | 渡辺るりこ             | 岡勇一 北田勝彦 |
| 13   | Silent men are deep and dangerous.              | 根元歳三 | 大庭秀昭    | 加戸誉夫 | 近岡直                 | 岡勇一 北田勝彦 |
| 14   | The devil's children.                           | 小出克彦 | DOJAG-A-GEN | 黒田幸生 | 清水泰夫               | 岡勇一 北田勝彦 |
| 15   | All good things come to an end.                 | 小出克彦 | 福島一三    | 高橋秀弥 | 高見明男               | 岡勇一 北田勝彦 |
| 16   | We are going to climbing.                       | 千葉克彦 | 鶴山修      | 石川健朝 | 石川健朝               | 岡勇一 北田勝彦 |
| 17   | Zeal is runaway horse.                          | 根元歳三 | DOJAG-A-GEN | 黒田幸生 | 清水泰夫               | 岡勇一 北田勝彦 |
| 18   | Deeds, not words.                               | 小出克彦 | 加戸誉夫    | 高橋秀弥 | 石川健朝 高見明男      | 岡勇一 北田勝彦 |
| 19   | Men are blind in their own cause.               | 根元歳三 | 平尾みほ    | 平尾みほ | 岡勇一 北田勝彦        | -               |
| 20   | Prosperity makes friends, adversity tries them. | 千葉克彦 | DOJAG-A-GEN | 黒田幸生 | 清水泰夫               | 岡勇一 北田勝彦 |
| 21   | Vision without action is a daydream.            | 根元歳三 | 大庭秀昭    | 長濱亘彦 | 渡辺るりこ             | 岡勇一 北田勝彦 |
| 22   | Uneasy lies the head that wears a crown.        | 小出克彦 | 鶴山修      | 安藤貴史 | 鳥宏明 川島勝 都竹隆治 | 岡勇一 北田勝彦 |
| 23   | Quick resentments are often fatal.              | 千葉克彦 | DOJAG-A-GEN | 黒田幸生 | 清水泰夫               | 岡勇一 北田勝彦 |
| 24   | It's dogged that does it.                       | 根元歳三 | 加戸誉夫    | 高橋秀弥 | 高見明男               | 岡勇一 北田勝彦 |
| 25   | Joy and sorrow are next door neighbors.         | 千葉克彦 | DOJAG-A-GEN | 黒田幸生 | 清水泰夫               | 岡勇一 北田勝彦 |
| 26   | You never know what you can do till you try.    | 小出克彦 | 大庭秀昭    | 石川健朝 | 石川健朝               | 岡勇一          |

## 外部連結
- 講談社《鐵馬少年》官方網站（日語）
- 東京電視台《鐵馬少年》官方網站 （页面存档备份，存于）（日語）
- Channel V《鐵馬少年》官方網站[永久]（繁體中文）
- 由《鐵馬少年》台灣版配音領班吳信熹所提供之配音資訊 （页面存档备份，存于）（繁體中文）